# 麥凱爾·弗朗科
麥凱爾·安東尼奧·弗朗科（西班牙語：Maikel Antonio Franco，1992年7月1日—），是多明尼加籍棒球運動員，守備位置為三壘，他曾效力過美國職棒費城人、皇家、金鶯與國民等隊，2023年起效力日本職棒東北樂天金鷲。

## 職業生涯

### 費城費城人
2014年9月2日，弗朗科登上大聯盟。該年他的打擊率為1成79，並帶有5分打點。
2015年，弗朗科在3A繳出3成55打擊率，敲出4轟與24分打點的成績單。他也在5月中重返大聯盟，5月17日，他敲出大聯盟首轟。6月23日，他更是寫下了連兩場比賽繳出5分打點的隊史紀錄。儘管他在球季末因為手腕骨折缺席不少比賽，但仍舊在球季結束前回歸。該年他的打擊率為2成80。
2016年，他的打擊率為2成55，並敲出生涯新高的25轟。隔年他的打擊率為2成30，並敲出24轟。
2018年，他的打擊率為2成70，並敲出22轟與68分打點。弗朗科也成為該年大聯盟唯一一位至少敲出20轟且吞下62次三振以下的球員。他也達成連續3年敲出20轟的個人紀錄，不過防守數據DRS上則只有-12分，在大聯盟三壘手中排名墊底。
2019年，弗朗科在開幕戰便開轟。後來他在8月一度被下放到3A。整季他的打擊率為2成34，並敲出17轟與46分打點。此外，他還獲得19次故意四壞球保送，為國聯次高。球季結束後，費城人不與弗朗科續約，因此他成為自由球員。

### 堪薩斯市皇家
2019年12月27日，弗朗科和皇家隊簽下1年295萬美元的合約。2020年球季，他的打擊率為2成78，並敲出8轟與38分打點。皇家隊在季末不選擇和弗朗科續約，因此他投身自由市場。

### 巴爾的摩金鶯
2021年3月16日，弗朗科和金鶯隊簽下1年80萬美元的合約。該年他的打擊率為2成10，並敲出11轟與47分打點。他在8月23日遭到球隊指定讓渡，2天後被釋出。

### 亞特蘭大勇士
在被金鶯隊釋出後，弗朗科與勇士隊簽下小聯盟約。他在3A出賽10場比賽，繳出2成86的打擊率後成為自由球員。

### 華盛頓國民
2021年12月12日，弗朗科與國民隊簽下小聯盟約。2022年4月7日，他入選球隊的開幕戰名單內。8月26日，弗朗科遭到國民釋出。

### 東北樂天金鷲
2022年12月1日，麥凱爾·弗朗科與東北樂天金鷲簽約。2023年3月30日，弗朗科在日本職棒開幕戰暨ES CON FIELD HOKKAIDO首場例行賽從加藤貴之手中擊出2分打點全壘打，幫助球隊以3比1擊敗北海道日本火腿鬥士。

## 外部連結
- 麥凱爾·弗朗科在美國職棒（英语）
- 麥凱爾·弗朗科在日本職棒（英语）
- 麥凱爾·弗朗科在Baseball-Reference.com（大聯盟）（英语）
- 麥凱爾·弗朗科在Baseball-Reference.com（小聯盟以及海外聯盟）（英语）
- 麥凱爾·弗朗科在ESPN（MLB）（英语）
- 麥凱爾·弗朗科在FanGraphs.com（英语）
- 麥凱爾·弗朗科在The Baseball Cube（英语）